# Граціано Ландоні
Граціано Ландоні (італ. Graziano Landoni; нар. 24 листопада 1939, Леньяно) — італійський футболіст, що грав на позиції півзахисника. По завершенні ігрової кар'єри — тренер.

## Ігрова кар'єра
Народився 24 листопада 1939 року в місті Леньяно. Вихованець футбольної школи клубу «Галларатезе».
У дорослому футболі дебютував 1958 року виступами за команду «Про Верчеллі» з Серії С, в якій провів один сезон, взявши участь у 35 матчах чемпіонату.
1959 року перейшов до «Мессіни», де виступав протягом двох сезонів у Серії В, причому у другому півзахисник забив 7 голів в 34 іграх, чим привернув увагу представників тренерського штабу столичного «Лаціо», до складу якого приєднався 1961 року. Відіграв за «біло-блакитних» наступні три сезони своєї ігрової кар'єри, вигравши просування до Серії А за підсумками сезону 1962-63 і у наступному сезоні дебютував у вищому італійському дивізіоні, зігравши в усіх 34 матчах, в яких забив один гол, після чого покинув клуб.
Покинувши Рим, Ландоні грав протягом наступного сезону в «Аталанті» в Серії А), після чого повернувся на Сицилію, ставши гравцем «Катанії». Проте в цій команді Граціано провів тільки 5 матчів в Серії А через конфлікт з тренером Кармело Ді Беллою і після вильоту клубу в Серію Б, в листопаді 1966 року він переїхав в «Палермо», де залишався протягом трьох сезонів поспіль і здобув своє друге просування в Серію А, вигравши Серію В 1967-68. Завдяки цьому у сезоні 1968-69 Ландоні знову грав у вищому італійському дивізіоні, провівши 25 матчів.
Після короткого періоду в «Тернані» на початку сезону 1969-70 (7 матчів і один гол у Серії В), Ландоні повернувся в «Палермо», але не зміг допомогти клубу уникнути вильоту до Серії В, де і продовжив виступи.
Влітку 1971 року, в віці 32, перейшов у клуб Серії C «П'яченца», але зігравши лише 7 матчів у чемпіонаті, в листопаді того ж року перейшов у «Соренто», повернувшись таким чином в Серію B.
Завершив професійну ігрову кар'єру у клубі «Гроссето», за команду якого виступав протягом 1972—1973 років і допоміг команді вийти з Серії D в Серію С.
Він провів в цілому 111 матчів і 2 голи у Серії А та 235 матчів і 19 голів в Серії В.

## Кар'єра тренера
Відразу після цього Ландоні очолив тренерський «Гроссето» у третьому дивізіоні, який врятував від вильоту назад у нижчий дивізіон.
1974 року молодий фахівець очолив «Ареццо» з Серії В, але ще по ходу сезону був замінений на Маріо Россі через незадовільні результати (1 перемога в 10 матчах чемпіонату). Після цього Ландоні повернувся до Серії С, де очолював «Пізу» та «Прато».
1978 року став головним тренером «Парми» з Серії С1, в якій протягом сезону був замінений на Чезаре Мальдіні.
Після цього Ландоні очолював «Беневенто» (Серія С1) та «Сіракузу» (Серія С2), замінивши Лідо Вієрі.
Сезон 1983-84 Ландоні розпочав як помічник головного тренера «Палермо» Густаво Джаньйоні. У квітні 1984 року Джаньйоні був звільнений через невдалі результати і Ландоні став головним тренером клубу, проте не зміг виправити ситуацію і клуб вилетів до Серії С1, після чого Граціано Ландоні був звільнений і замінений на Доменіко Росаті.
В подальшому очолював «Фоджу» (Серія С1), «Трапані» (Серія С2) та «Ерколанезе», з яким вилетів до Міжрегіонального чемпіонату, п'ятого за рівнем дивізіону країни. Після цього Ландоні залишився в цьому дивізіоні тренувати клуби «Колліджана» та «Гроссето», який і став його останнім місцем тренерської роботи після звільнення 1991 року.

## Досягнення
- Переможець Серії В: 1967-68
- Переможець Серії D: 1972-73